# カシノ殺人事件
『カシノ殺人事件』（カシノさつじんじけん、The Casino Murder Case）は、S・S・ヴァン・ダイン作の長編推理小説。1934年発表。

## 内容
単なる水を飲んでは倒れる犠牲者たち。遺体からは全く毒が検出されなかった。捜査を進めるヴァンスとマーカムは絶体絶命の危機に直面する。

## 主な登場人物
- ファイロ・ヴァンス - 素人探偵。今回はヴァンスのほうからマーカムを未然の事件にいざなう。
- ジョン・F・X・マーカム - 地方検事。
- アーネスト・ヒース - 殺人課の部長刑事。複数の刑事や巡査を引き連れ指揮を執る。
- ドアマス医師 - 警察の監察医。
- リュウエリン夫人 - 慈善活動家の未亡人。
- リン・リュウエリン - 夫人の息子。ナイトクラブやカシノの常連の遊び人。
- ヴァージニア・リュウエリン - リンの妻。元ミュージカル女優。
- アメリア・リュウエリン - 夫人の娘でリンの妹。画学生。
- リチャード・キンケード - 夫人の弟で企業家。カシノや化学工場の経営者。
- モーガン・ブラッドグッド - カシノの支配人。リンに妻となるヴァージニアを紹介した大学の同窓。数学者。アメリアに好意を持つ。
- アーンハイム - キンケードの持つ工場設備の責任者。化学者。リンやブラッドグッドと同窓。
- アラン・ケーン - 若い医師でリュウエリン一家の友人。
- アドルフ・ヒルデブラント - 毒物の検査官。

## 提示される謎
- ハウ・ダニット（一杯の水で人を殺せるのか）

## 特徴
カシノは第一の事件の現場というだけで一連の犯行と余り関係がない。「ウォーター殺人事件（The Waters Murder Case）」ともいうべき「水」が小説全体を通じてのテーマになっている。

## 書誌情報
- 『賭博場殺人事件』伴大矩訳 日本公論社 1934年 のち萩原星文堂
- 『カジノ殺人事件』 杉公平訳 芸術社 1956年 *上記伴訳のリライト
- 『カシノ殺人事件』 井上勇訳 創元推理文庫 1960年